# Strombosia
Strombosia é um género botânico pertencente à família Olacaceae.